# Stadion Crvena Zvezda
Stadion Crvena Zvezda (cyrilicí Стадион Црвена Звезда), od prosince roku 2014 přejmenovaný na Stadion Rajko Mitić (cyrilicí Стадион Рајко Митић). Mezi fanoušky je rozšířené i označení stadiónu jako Marakana (cyrilicí Маракана). Jde o víceúčelový stadion v Bělehradu v Srbsku, přesněji v městské části Dedinje. S kapacitou 55 538 míst pro sezení je zároveň druhým největším stadiónem na celém balkánském poloostrově. Před ním už je jenom Olympijský stadión v Řecku. Používán je především pro fotbalová utkání. Je domovským stadionem klubu FK Crvena zvezda a své zápasy zde hraje i srbská fotbalová reprezentace. Kromě sportu je obrovská plocha stadiónu využívána jako místo, kde se konají různé koncerty.

## Významné zápasy
- finále ME 1976 mezi Československem a Německem
- finále PMEZ 1972/73 mezi Ajaxem a Juventusem